# Miyamoto Musashi
Pour les articles homonymes, voir Musashi et Miyamoto.
Miyamoto Musashi est un nom japonais traditionnel ; le nom de famille (ou le nom d'école), Miyamoto, précède donc le prénom (ou le nom d'artiste).
 (avril 2025).
 (avril 2025).
Si vous disposez d'ouvrages ou d'articles de référence ou si vous connaissez des sites web de qualité traitant du thème abordé ici, merci de compléter l'article en donnant les références utiles à sa vérifiabilité et en les liant à la section « Notes et références ».
Miyamoto Musashi (宮本 武蔵), de son vrai nom Shinmen Bennosuke (新免 辨助), né en 1584 dans la province de Mimasaka et mort le 19 mai 1645, est un maître bushi, calligraphe, peintre et philosophe japonais.
Son nom complet était Shinmen Musashi-no-Kami Fujiwara no Harunobu (新免武蔵守藤原玄信), Musashi-no-kami étant un titre honorifique (et obsolète) dispensé par la cour impériale le rendant gouverneur de la province de Musashi (dans la région de l'actuelle Tokyo). Fujiwara est le nom de la lignée aristocratique à laquelle il appartient. Harunobu était un nom cérémoniel, similaire à un prénom composé pour gentilhomme sinisé, notamment utilisé par tous les samouraïs de haut rang et les nobles. Son nom bouddhiste (nom de dharma) était Niten Dōraku.

## Biographie

### Enfance et formation
Il est né en 1584 dans la province de Mimasaka ou de Harima.

### Carrière
À l'âge de 13 ans, il commence sa carrière de guerrier en tuant un homme dans un combat.
En 1599, il quitte son village.
Après la bataille de Sekigahara, il devient rōnin. Il profite de cette période pour améliorer ses performances.
Son dernier duel a lieu le 13 avril 1612 contre Sasaki Kojirō, qu'il vainc sur l'île de Funa, probablement grâce à un long bokken, qui aurait été taillé dans une rame du bateau qui l'y avait amené, mais les différents récits de cette bataille sont peu sûrs. Aucune source fiable n'indique le nom de Sasaki. Il se pourrait qu'il se soit plutôt appelé Kojirō Ganryū. Musashi se rendit auprès de la famille des Hosokawa et notamment auprès du daimyo Hosokawa Tadatoshi, fidèle famille apparentée à celle du shogunat Tokugawa. Il y entra uniquement à titre d'invité, ce qui expliquerait la solde relativement modeste qu'il toucha pour ses services.
Toyotomi Hideyoshi succède à Oda Nobunaga assassiné en 1582. Inquiet d’une éventuelle colonisation du Japon et de la révolte et conversion de plusieurs seigneurs, il promulgue un décret d’interdiction du christianisme le 24 juillet 1587. Les missionnaires sont interdits de séjour, seuls les navires de commerce des pays chrétiens sont admis. Les massacres sont alors considérables et vont durer plusieurs décennies. Le Japon ferme ses portes au monde extérieur, favorisant dès lors deux cent cinquante ans de paix. Miyamoto Musashi, né en 1584 à Ōhara-Cho dans la province de Mimasaka est chargé du commandement d'un corps d'armée du seigneur Ogasawara, et participe au siège du château de Hara en 1638 contre la révolte des chrétiens menés par Shirō Amakusa.
Finalement il retourne à Kumamoto et se consacre essentiellement à des activités artistiques en tant qu'invité auprès du mécène Hosokawa Tadatoshi, troisième seigneur de Kumamoto et descendant d’Hosokawa Gracia, figure éminente convertie au christianisme. Il laisse une œuvre appartennant désormais au trésor national japonais.

### Derniers jours
Au début du printemps 1645, Musashi mit son corps perclus de douleurs à rude épreuve et entreprit la pénible ascension du sentier menant à la grotte Reigandō (霊巌洞, qui signifie « esprit de la grotte »). En avril de la même année, conscient de l'imminence de sa mort, il rédigea une missive courtoise à l'attention des vassaux supérieurs du clan Hosokawa :

« [...] Dans mon analyse des lois des Deux sabres, je n'ai pas étayé mon exposé de maximes et principes empruntés au confucianisme ou au bouddhisme ; je n'ai pas non plus repris les anecdotes éculées car trop connues des adeptes des arts militaires. J'ai longuement médité sur toutes les voies et réalisations artistiques. Considérez cet effort comme une volonté de me conformer aux principes de l'univers ; et aujourd'hui, je regrette vraiment de n'avoir pas été mieux compris.
Quand je me livre, en ce jour, à une critique du chemin que j'ai parcouru au long de mon existence, je suis tenté de me reprocher un investissement excessif dans les arts guerriers ; cela est certainement imputable à mon syndrome martial. J'ai recherché la gloire et il me semble que je lègue un patronyme empreint de notoriété à ce monde instable. Aujourd'hui toutefois, mes bras et jambes sont usés et je ne peux, sous le poids des années, que de me résoudre à cesser de dispenser moi-même l’enseignement de mon école. Aussi, il me semble, dans ces conditions, bien difficile d'envisager quelque projet ; je ne désire plus que m'isoler de la société et me retirer dans les montagnes en attendant sereinement la mort, ne fût-ce qu'un seul jour. Je vous sais gré de voir dans ces propos l'expression de ma requête. »

— Le 13 avril 1645. Miyamoto Musashi
Le 12 mai, il fit appeler ses élèves pour leur faire part de ses ultimes instructions. Il commença par offrir ses sabres en souvenir à Okinaga Yoriyuki, il offrit l'œuvre qu'il venait juste d'achever, « Livre des cinq anneaux », à son élève favori Terao Katsunobu, et il confia « Les Trente-cinq articles des arts martiaux » à son frère Terao Kumanosuke. Après avoir ainsi partagé ses biens entre ses élèves, il mit de l'ordre dans ses effets personnels, s'empara pour la dernière fois d'un pinceau et calligraphia un petit manuscrit d'une traite. Il l'intitula « La Voie du solitaire » - ou « Voie de l'indépendance » (Dokkōdō). Les vingt-et-une maximes qui composent cette œuvre sont en réalité un condensé de son expérience de la vie, sur les plans biographique et spirituel.

### Décès
Il meurt le 19 mai 1645.
Conformément à ses dernières volontés, son corps fut vêtu d'une armure et d'un casque, équipé des six accoutrements militaires et fut inhumé à Handagun, au village de Tenaga Yuge.

### Vie de famille
Musashi a eu deux fils adoptifs Miyamoto Mikinosuke et Miyamoto Iori (en). Miyamoto Musashi éduque Mikinosuke et le présente à Honda Nakatsukasa Taiyu (Honda Tadaoki), seigneur du château Himeji de Banshu. Retourné à Edo, Miyamoto Mikinosuke meurt en 1626 à vingt ans par seppuku la troisième année de l’Ère Kanei.

### Devise
Seishin chokudo« Cœur sincère, Voie droite (誠実な心、正しい方法) ».

## Galerie

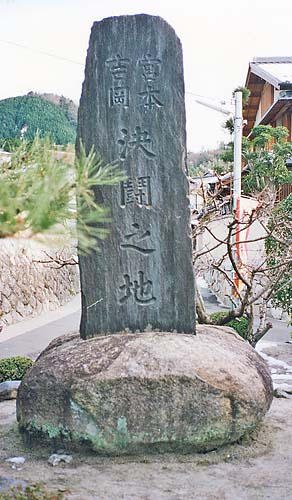
Ichijoji Sagarimatsu, monument sur le lieu du combat entre Musashi et la koryū Yoshioka.
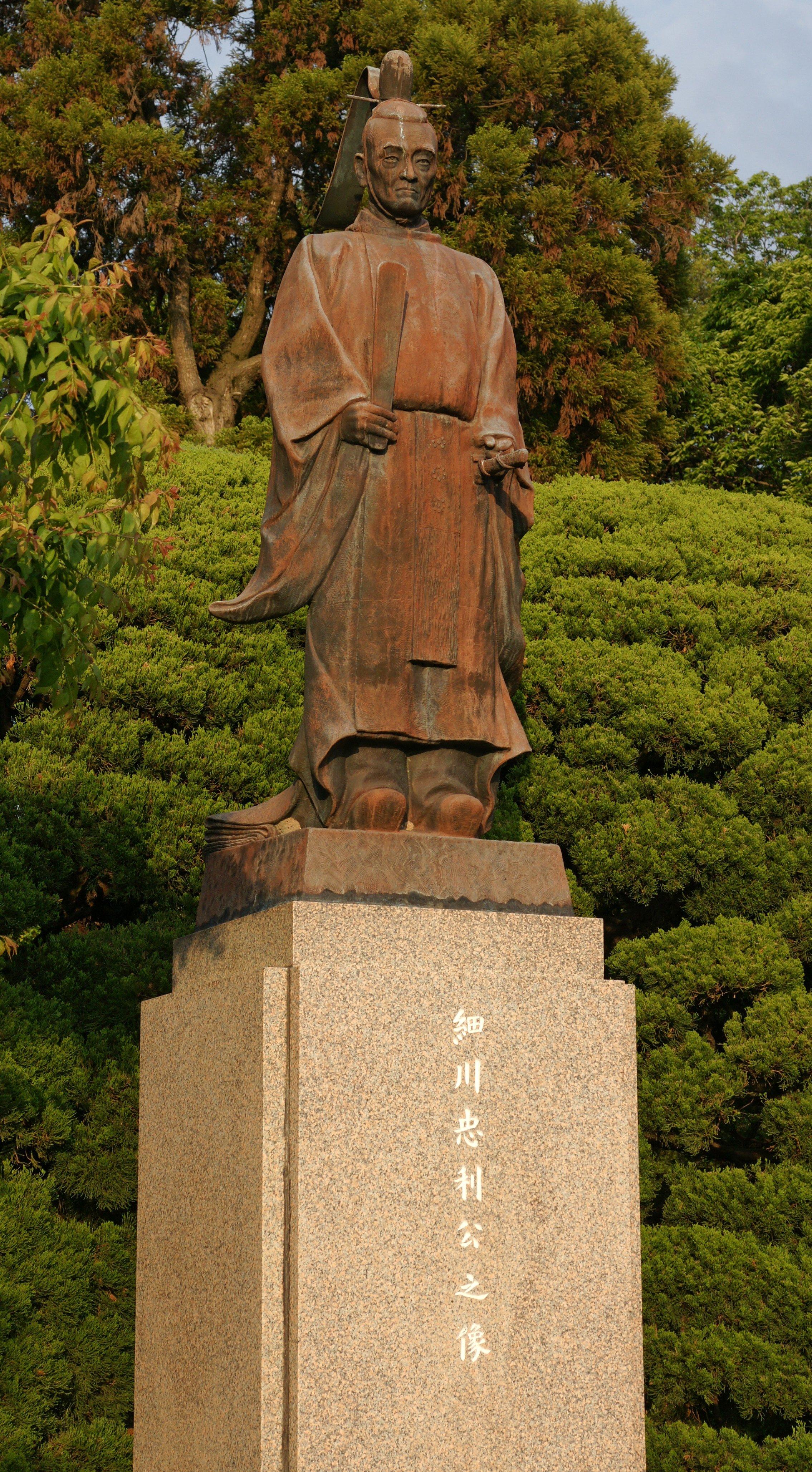
Statue de Hosokawa Tadatoshi au sein du Suizen-ji Jōju-en.
Mon de Miyamoto Musashi né à Ōhara-chō province de Mimasaka.
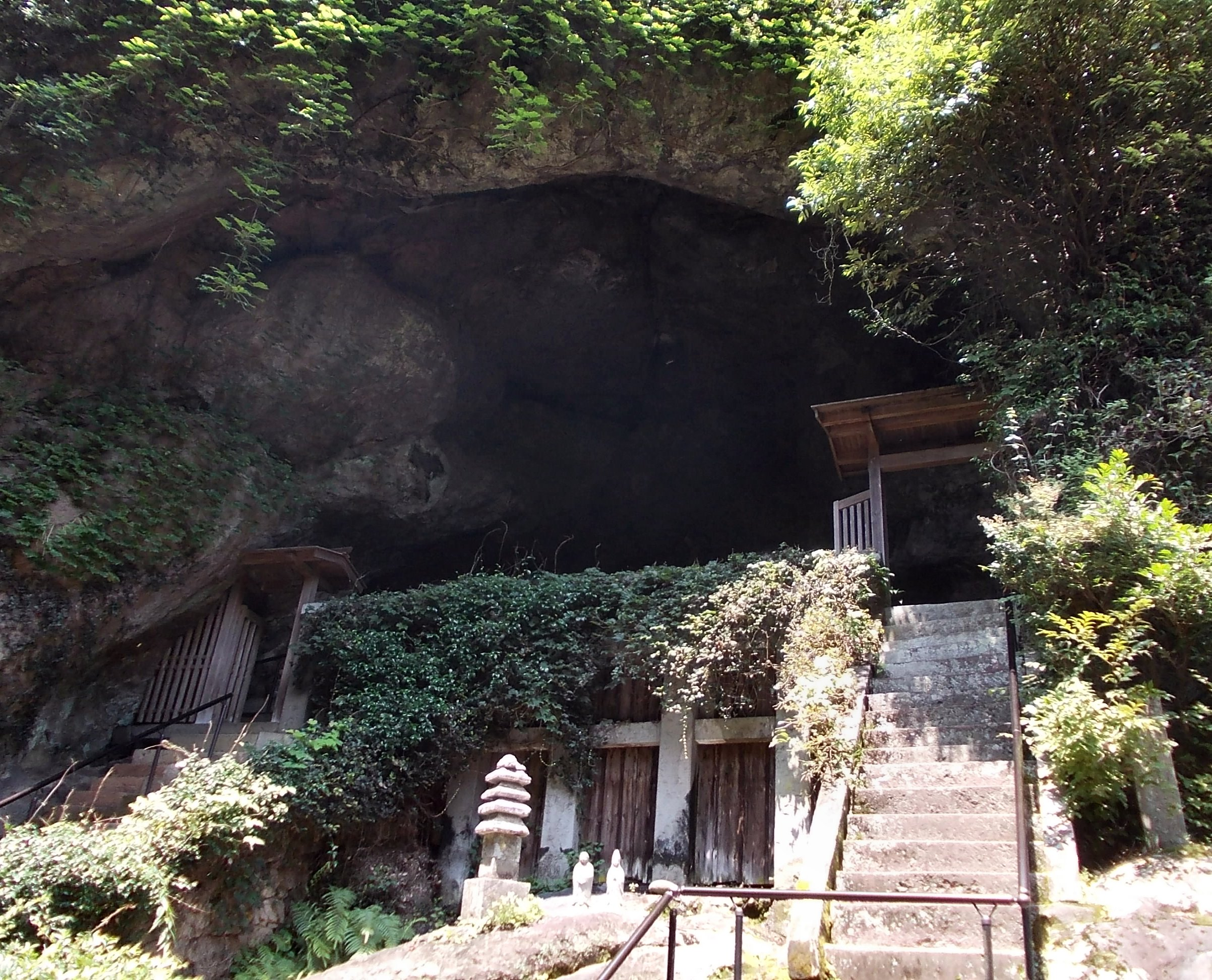
La grotte de Reigandō, où Musashi rédigea son ouvrage majeur (Livre des cinq anneaux), Nishi-ku, Kumamoto.
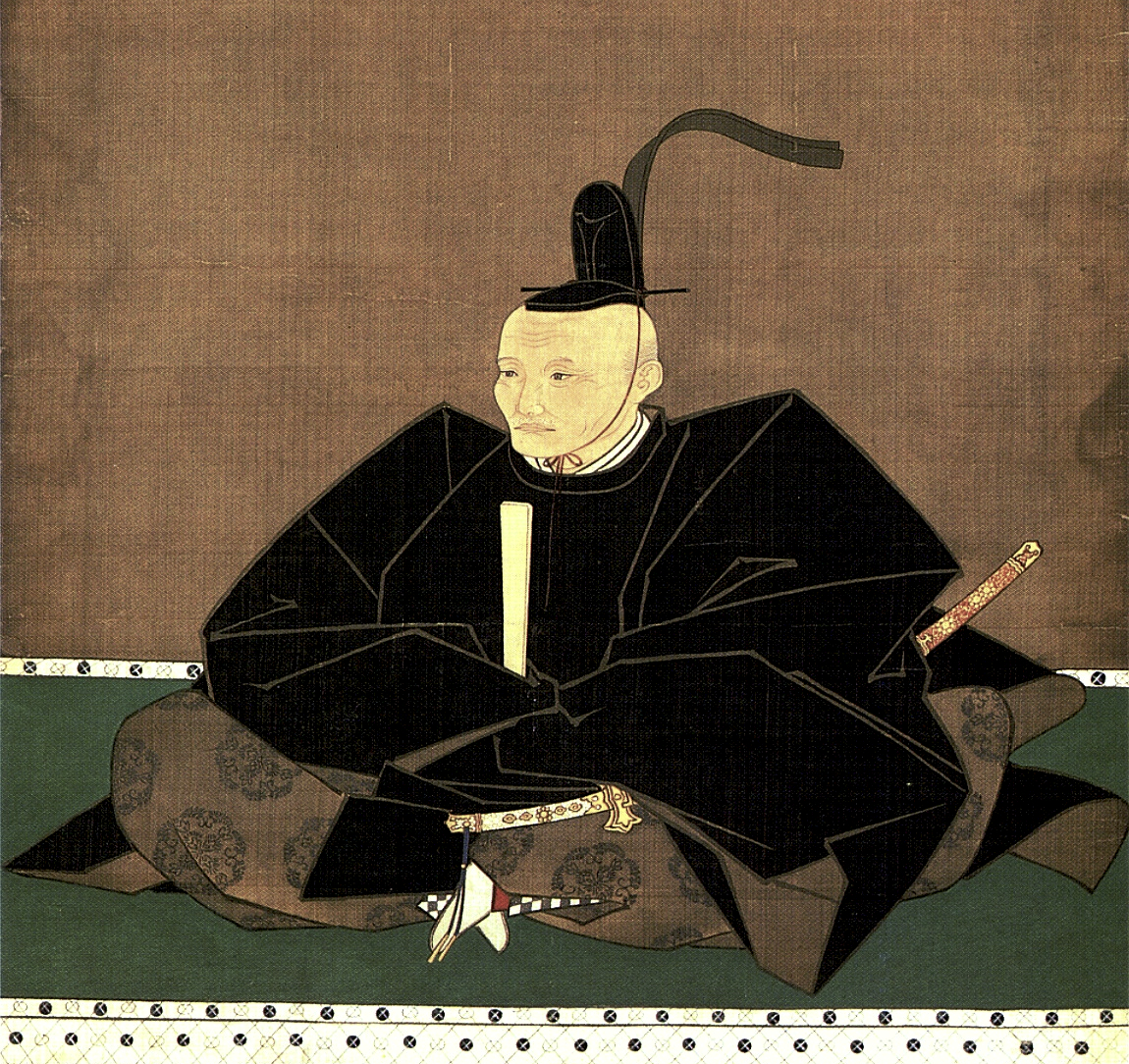
Portrait de Hosokawa Tadatoshi, protecteur de Miyamoto Musashi.
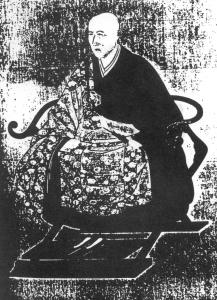
Portrait du maître zen Takuan Sōhō.
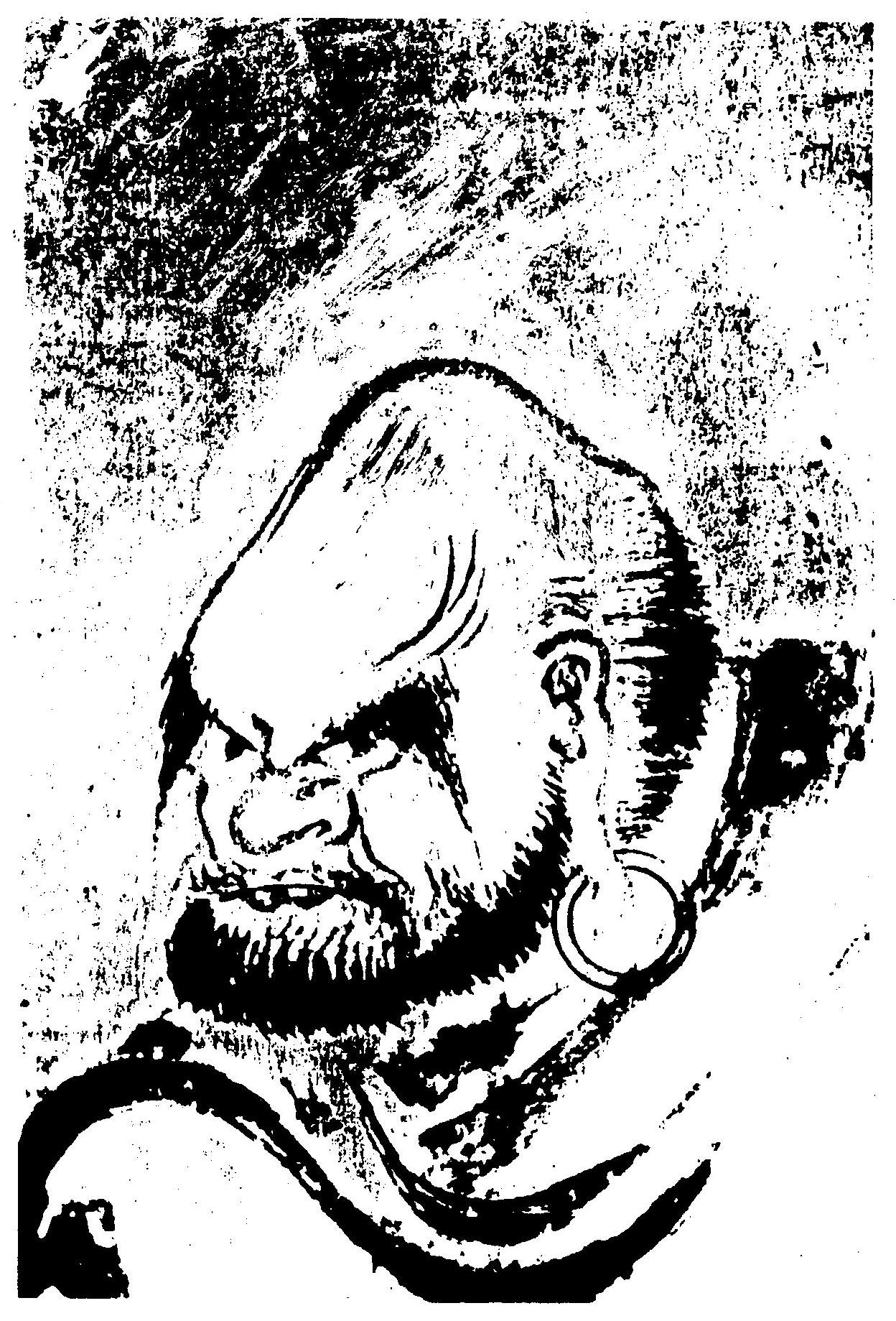
達磨 daruma, (Bodhidharma), de Miyamoto Musashi.
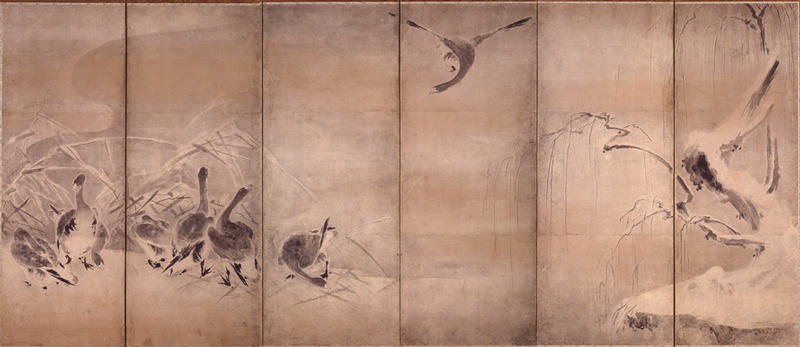
Oies sauvages et roseaux : Paire de paravents à six feuilles, H. 155,5 cm ; L. 361,5 cm. Attribué à Miyamoto Musashi. Musée Eisei Bunko, Tokyo (côté gauche).
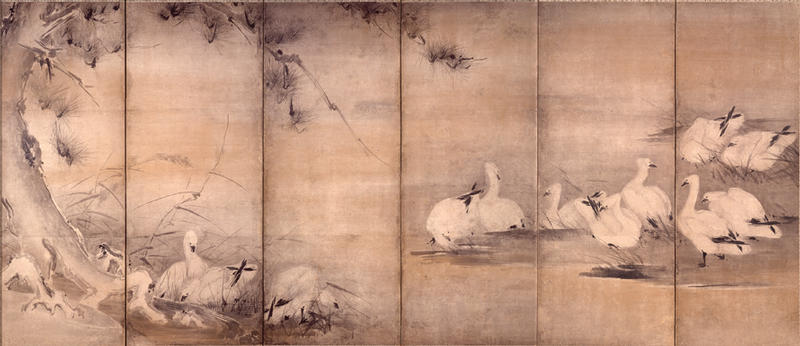
Oies sauvages et roseaux : Paire de paravents à six feuilles, H. 155,5 cm ; L. 361,5 cm. Attribué à Miyamoto Musashi. Musée Eisei Bunko, Tokyo (côté droit).
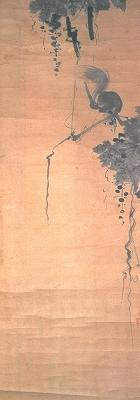
Raisins et écureuil par Miyamoto Musashi, Musée d'Art Dewazakura, Tendō (Yamagata).
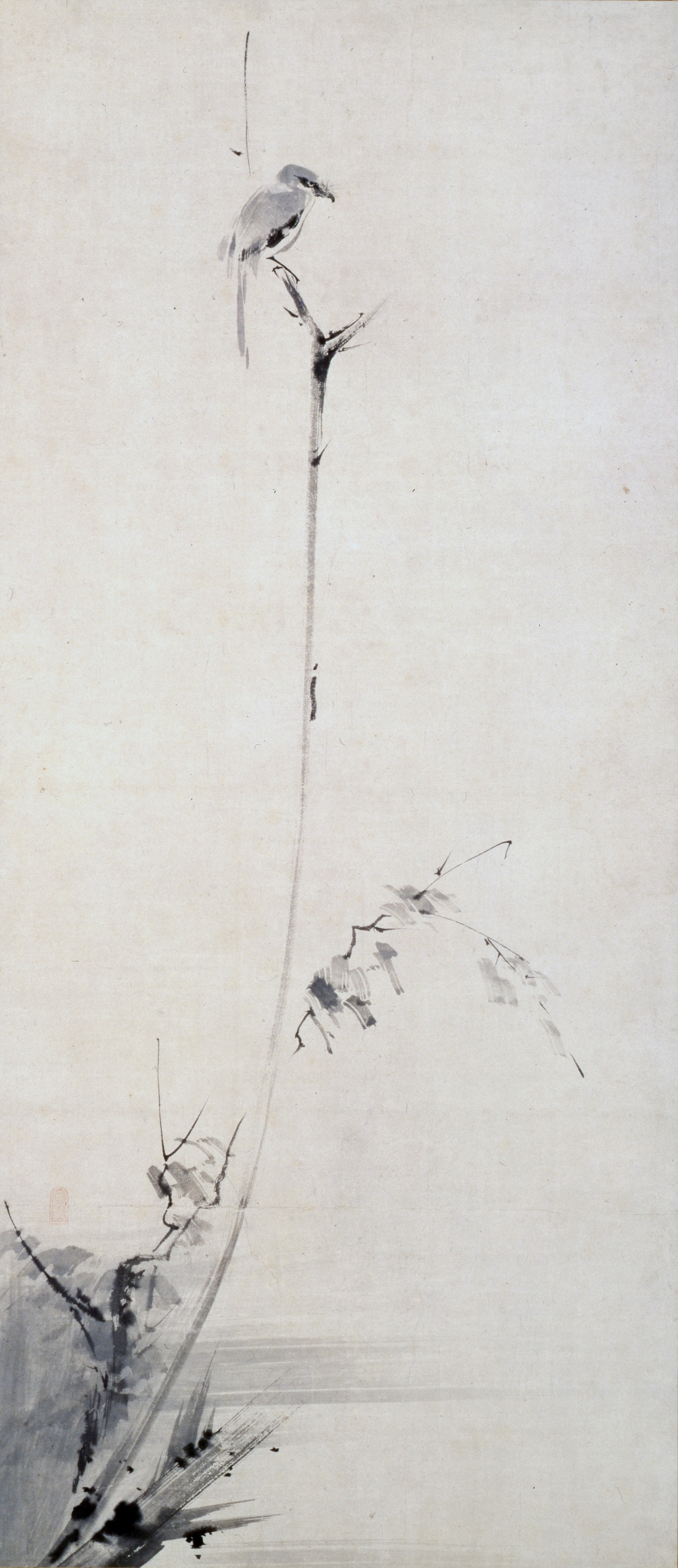
Pie-grièche juchée sur une branche sèche[16], encre sur papier, signée (nom d'artiste) Niten. 54 × 125, Musée des Beaux-Arts Kubosō.
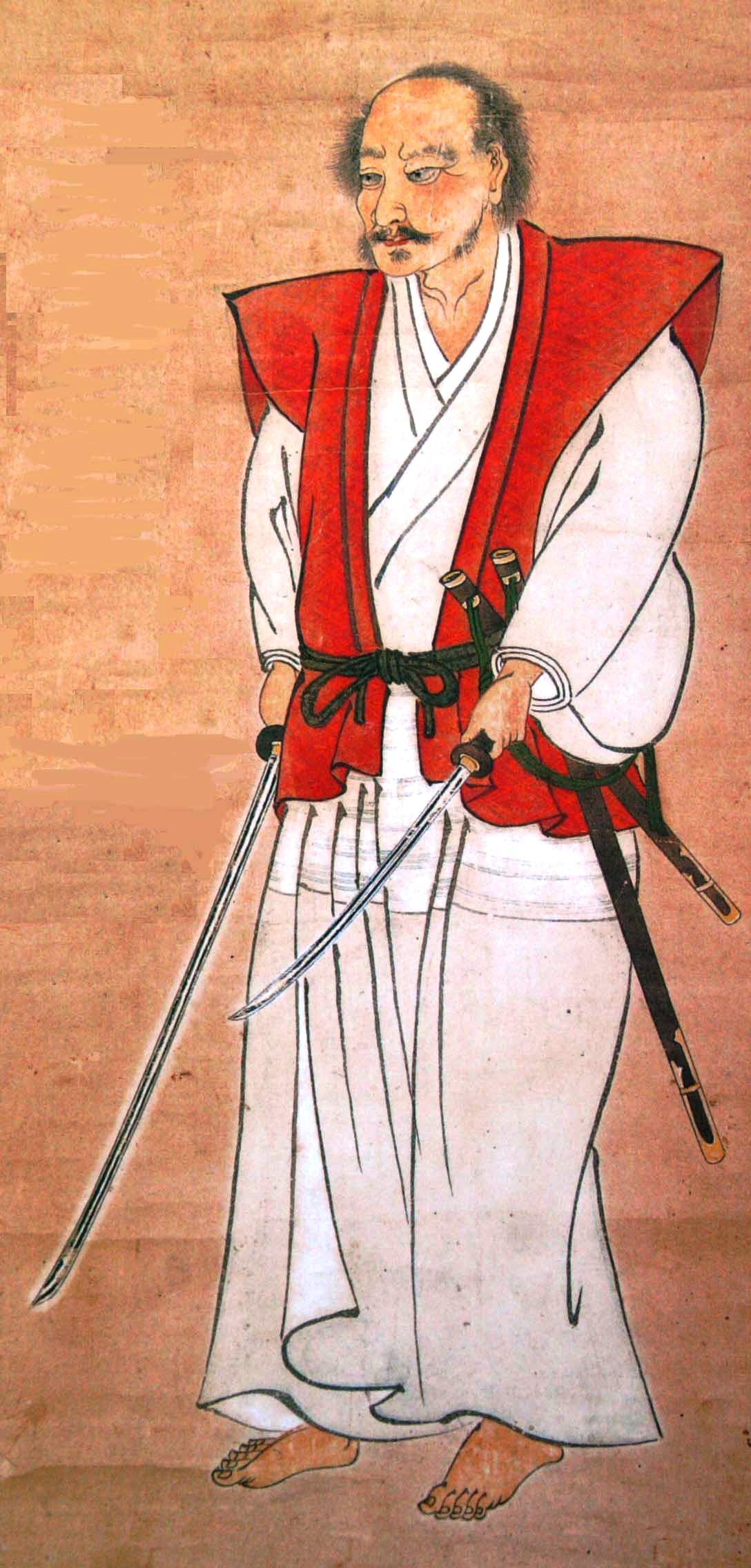
Miyamoto Musashi, dans la posture ritsu zen: Autoportrait du samouraï, écrivain et artiste, v. 1640.
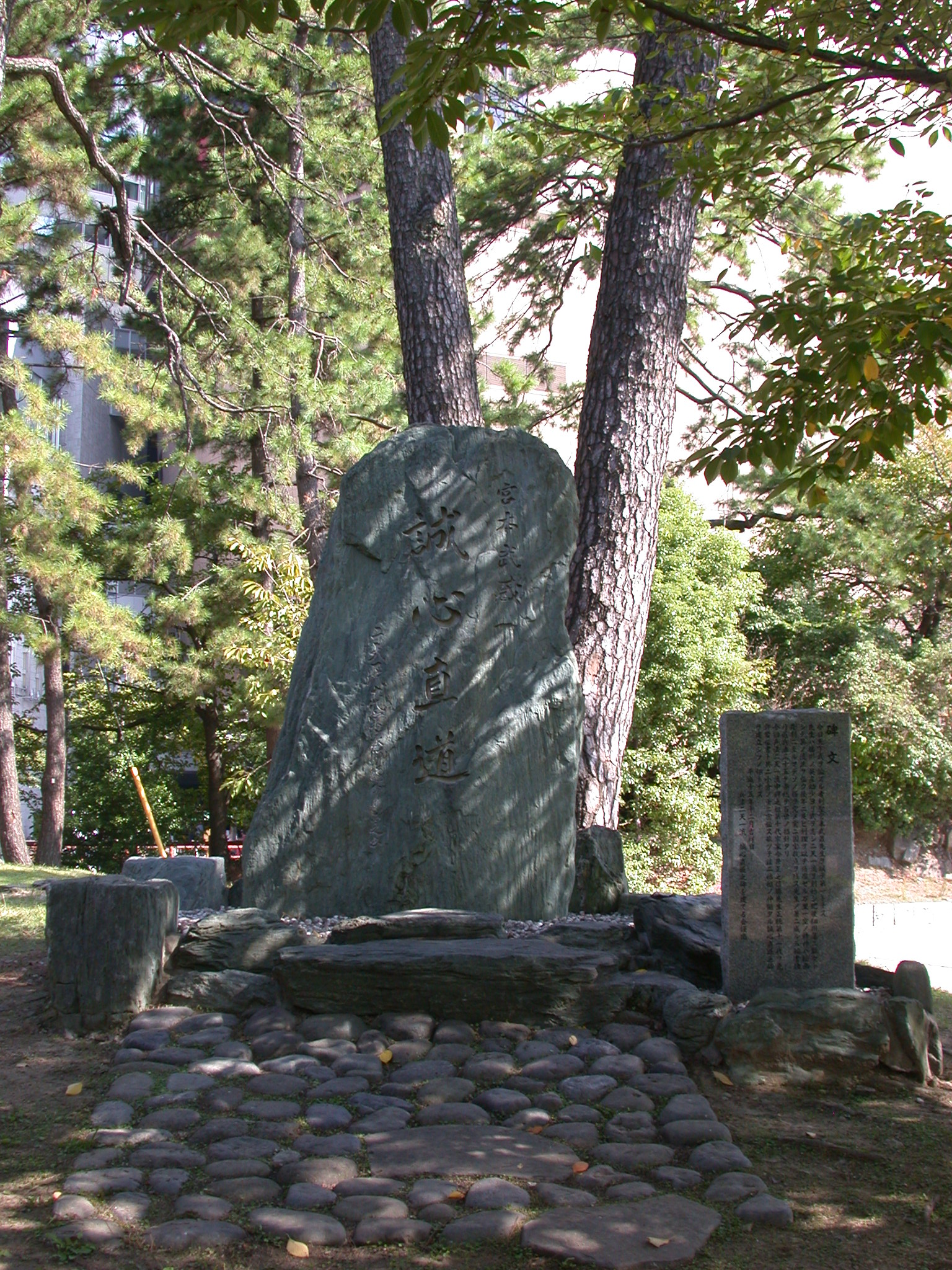
Stèle dédiée à Miyamoto Musashi, fondateur de la Hyoho Niten Ichi Ryu. Elle est érigée au pied du château de Kokura, sur le lieu où vécut Musashi. Est inscrite sur la pierre la devise : Seishin Chokudo (誠心直道?), « Cœur sincère, Voie droite ». Kokura est le lieu où se trouve le Hombu dōjō de la Hyoho Niten Ichi Ryu.

### Mutation
Dans le Japon du temps de Musashi, une mutation majeure affectait l'armement. Durant la seconde moitié du XVIe siècle, les mousquets à mèche, introduits depuis peu par les Portugais, étaient devenus sur le champ de bataille les armes décisives ; mais dans un pays en paix les samouraïs purent tourner le dos aux armes à feu qui leur déplaisaient, et renouer leur idylle traditionnelle avec le sabre (nihonto (日本刀, « sabre japonais »).
Une anecdote relative à Musashi et Takuan Sōhō (prélat de la secte Rinzai, proche des bushi, fondée sur le 28ème patriarche Bodhidharma ou Daruma) illustre ces propos. Alors qu'ils discutaient des vertus du zen et de ses applications dans la vie quotidienne, le prêtre suggéra à l'homme d'épée de l'attaquer à l'aide d'un sabre de bois. Takuan, lui, se défendrait muni de son seul éventail. On rapporte que Musashi, en garde, se trouva fort embarrassé devant Takuan et ne parvint pas, malgré ses changements de garde, à trouver la faille. Takuan, lui, se tenait là, immobile, l’éventail en main, les bras relâchés. Au bout d'un certain temps, Musashi finit par jeter son arme de dégoût et déclara qu'il n'avait pas trouvé l'ouverture dans laquelle s'infiltrer. L'esprit de Takuan était partout et donc, nulle part ; et, dans cet état de parfaite fluidité, il était devenu inattaquable.
Sans aucun doute, Musashi médita longuement sur cet « affrontement ». C'est fort de cette expérience qu'il écrivit :
« Sans fixer votre esprit nulle part, frappez l'ennemi vite et avec détermination ».
Voilà qui nous donne une perspective différente du vers de Kamo no Chōmei — « Si le débit de la rivière est infini, l'eau qui s'écoule est en perpétuel mouvement » —, une lecture certainement très prisée du vieil anachorète.

## Artiste

### Œuvres
En quête de modèles vivants, l'artiste pouvait se rendre sur les berges de la rivière qui coule encore aujourd'hui à l'est du Château de Kumamoto. À l'époque, le cours d'eau traversait une étendue naturelle ; oies, canards, et autres oiseaux s'y épanouissaient en grand nombre. Ces œuvres, à l'instar de nombreuses autres peintures signées du maître, se trouvent désormais à l'abri des murs du Musée Eisei Bunko, ce bâtiment fait office d'entrepôt des trésors amassés par le Clan Hosokawa depuis le XIVe siècle.

### Auteur
Il est l'auteur de plusieurs textes sur le sabre et sa stratégie :
- Hyodokyo, Le Miroir de la Voie de la stratégie ;
- Hyoho Sanjugo Kajo, Trente-cinq instructions sur la stratégie ;
- Hyoho Shijuni Kajo, Quarante-deux instructions sur la stratégie ;
- Dokkōdō, La Voie à suivre seul ;
- Go rin no sho, Le Traité des cinq roues  (ISBN 9798581158005).

Ces textes sont avant tout des manuels d'étude employés dans son école de sabre. De nombreux arts martiaux se sont inspirés de ses ouvrages.

### Go rin no sho
Il est l'auteur d'un ouvrage de stratégie, le Go rin no sho, écrit à l'âge de 60 ans, traduit en français par Livre des cinq anneaux ou Traité des cinq roues. Le titre se lit en japonais Gorin sho mais l'habitude a été prise par les traducteurs, selon une lecture actuelle assez courante au Japon, de dire Gorin no sho.

### Dokkōdō
À 60 ans, Musashi écrit le Dokkōdō.

## Enseignant
Il fonde une école de sabre appelée Hyoho Niten Ichi Ryu.
L'école de Musashi transmet son expérience à travers sa technique et son esprit. Ne transmettre que la technique est une amputation grave de l'enseignement du fondateur qui dénature le sens profond d'une koryu : « En Hyoho Niten Ichi Ryu, celui qui succède doit se vouer à l'entraînement et prouver à ses contemporains, par son exemple, que l'enseignement et le kokoro du fondateur sont absolus et authentiques. C'est ma mission en tant que soke. »
Les principes sont à étudier, le bokken en main, auprès d'un maître. La particularité de l'enseignement des koryūs est qu'il est attendu du sōke qu'il incarne et prouve sa maîtrise à chaque génération.

### Techniques

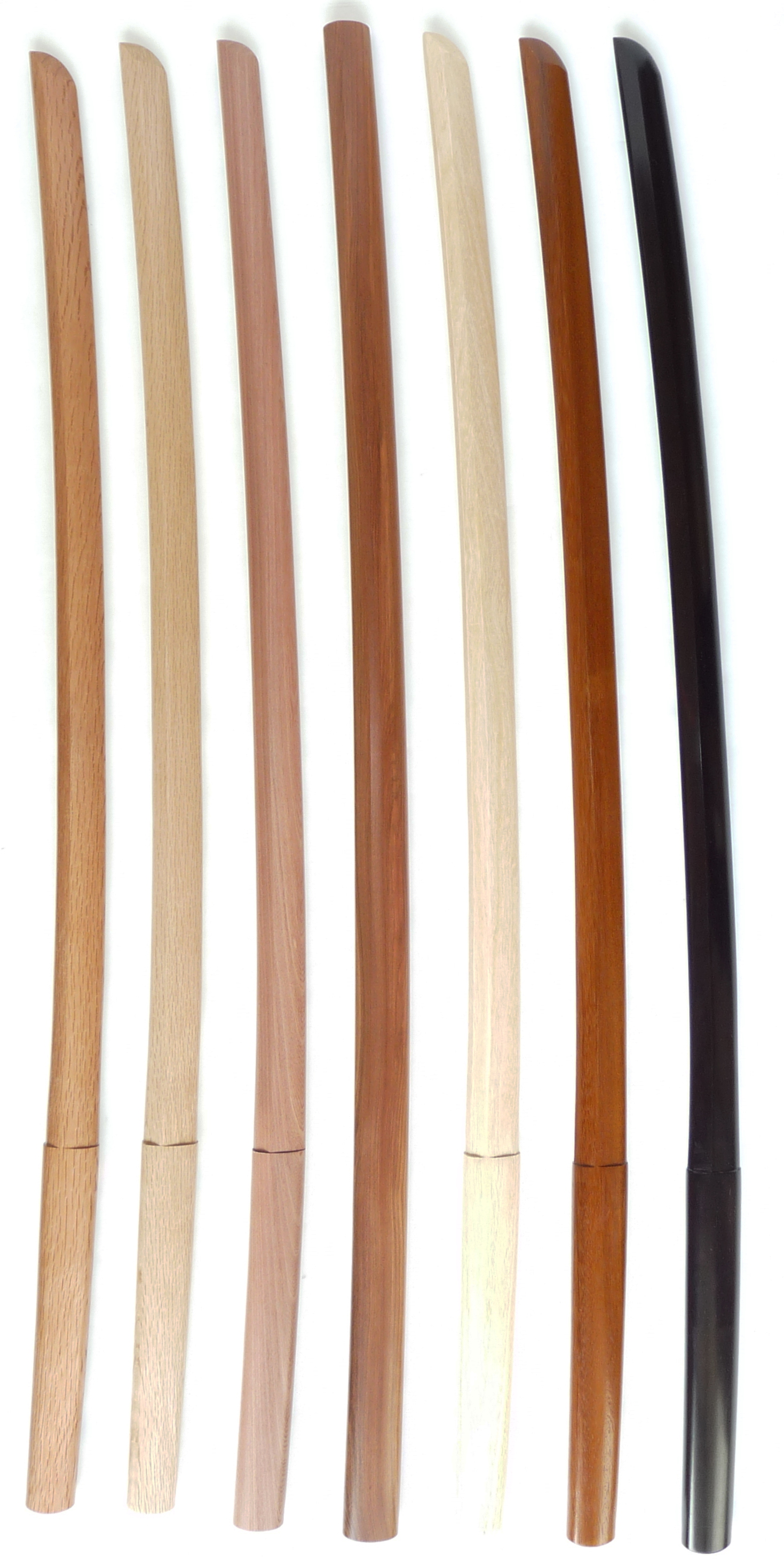
Différents types de bokken. (le 4e bokken partant de la gauche est un Iwama-ken (pour la pratique de l'Aikiken).

Miyamoto Musashi créa une série de seiho, communément appelés katas :
- Tachi seiho : 12 seiho au dachi, sabre long. Toutefois, l'étude se fait avec le bokken.
- Nito seiho[26] : 5 seiho avec le dachi et le kodachi, sabres long et court, qui correspondent aux 5 seiho du Livre de l’Eau. L'étude se fait avec le bokken.
- Kodachi seiho : 7 techniques au kodachi.
- Bōjutsu : 20 seiho au bō, bâton long.

### Armes
Musashi conçut une paire de bokken d'un poids allégé et d'un profil plus fin. Tous les seiho de sabre de l'école sont exécutés avec le bokken et non le katana. Le bokken préféré de Musashi existe toujours d'ailleurs, objet magnifique en bois sombre, à la poignée percée d'un trou pour faire passer un pompon de soie pourpre ; il est surnommé Jissō Enman no Bokutō, d'après l'inscription qui se trouve sur la face omote. Longtemps transmis de soke en soke, il représente la volonté de préserver le style Niten Ichi Ryu tel quel, sans modifications ou adaptations. Désigné Trésor national, il se trouve désormais en tant que relique au prestigieux sanctuaire d'Usa-jingū pour sa préservation.
Bien sûr, Musashi maniait aussi personnellement des armes en acier. L'une de ses connaissances était le fameux forgeron Izumi-no-kami Kaneshige, qui fut le professeur de Kotetsu, un autre artisan renommé. Le katana surnommé Musashi Masamune lui est parfois associé, bien que cela soit incertain (le nom de Musashi pourrait venir d'ailleurs, et les Masamune étaient jalousés férocement par le clan Tokugawa). On sait aussi qu'à un moment de sa vie, Musashi portait un daishō forgé par Nagakuni, il est inscrit sur leurs nakago (soies) « Shinmen Musashi-no-kami a utilisé ceci ». Le daitō semble se trouver dans un musée, tandis que le shōtō est une propriété privée d'un collectionneur japonais nommé Suzuki Katei. Leur authenticité est admise et Musashi en a vraiment été le propriétaire.

## Postérité
Minamoto Iori rencontra le maître en 1624 et fut plus tard employé par Ogasawara Tadazane. Il fut ensuite promu au titre de vassal supérieur des Ogasawara. Il mourut en 1678. Et Takemura Yoemon (en) aurait laissé des témoignages en tant que disciple,.
Terao Magonojō, frère aîné de Terao Motomenosuke, étudiant préféré de Miyamoto Musashi à qui fut confié le Livre des cinq anneaux (Go rin no sho), travaillait aux côtés de Musashi et s’entraînait souvent avec le kodachi, un type d’épée courte qui se brisa sous le bokken du maître.
Magonojo brûla l'original du Go rin no sho sur les ordres de Musashi, dès lors la version originale ne peut être retrouvée.
On retrouve également plusieurs écoles dans le monde, au suffixe Niten Ichiryu, mais elles n'entretiennent officiellement aucune sorte de lien d'héritage avec Hyoho Niten Ichiryu.
Quand il mourut le 19 mai 1645, les récits de ses exploits étaient passés par quelque quarante années de colportages et enjolivements divers ; le premier livre à son sujet, Niten ki, mêlant faits réels et récits imaginaires, fortement hagiographique, parait 100 ans après sa mort. Alors que le gouvernement Tokugawa asseyait son pouvoir sur les plans politique et culturel, et que l’ensemble de la société nippone allait vers toujours plus de conformisme, la notoriété d'un homme qui était certainement devenu le plus grand homme d'épée de son temps sans revendiquer d'un quelconque héritage ou enseignement, et sans sacrifier sa liberté sur l'autel de la reconnaissance sociale, ne pouvait qu'enfler. Tout aussi important dans la genèse puis la maturation du mythe était l'intérêt croissant pour les loisirs et distractions à cette époque.

« Aspire à être comme le Mont Fuji avec une base si large et solide que le plus fort des tremblements de terre ne pourra t’ébranler, et si grand que la plus grande des entreprises des hommes ordinaires te paraîtra insignifiante du plus haut de ta perspective. Si ton esprit peut s’élever aussi haut que le Mont Fuji tu verras toutes choses très clairement. Tu pourras percevoir toutes les forces qui mettent en place les événements, et pas seulement celles qui président à ce qui se passe près de toi. »

— Miyamoto Musashi.

### Budokan Miyamoto Musashi

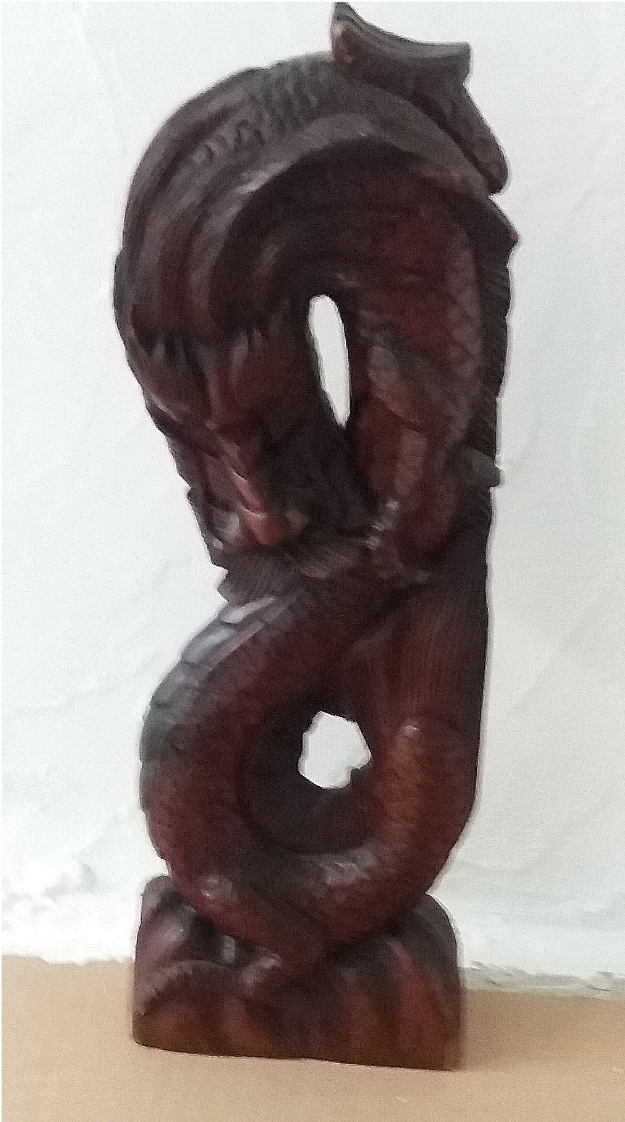
Koryû.

Le 20 mai 2000, à l’initiative de sensei Tadashi Chihara le Budokan Miyamoto Musashi fut inauguré au lendemain de la date anniversaire de Miyamoto Musashi (12 mars 1584, Ōhara-Chō - 19 mai 1645). Il est construit à Ōhara-Cho dans la province de Mimasaka berceau du samouraï. À l’intérieur du bâtiment la vie et le parcours de Miyamoto Musashi sont partout rappelés. Consacré aux arts martiaux, le Budokan rassemble toutes les écoles traditionnelles de sabre et de kendo officiels du Japon. Pratiquement, historiquement et culturellement il est une jonction pour les disciplines martiales au cœur du Japon traditionnel consacré à Musashi.

### Légende et popularité
L'association de la Pax Tokugawa - caractérisée par un contrôle gouvernemental omniprésent dans les diverses strates de la vie sociale - et de la relative prospérité économique - notamment au sein de la classe marchande - engendra une certaine effervescences et une demande accrue en direction des divertissements. Les distractions publiques prirent de nouvelles formes et, même si le Japon possédait déjà une pléthore de héros susceptibles de servir d'alibi à une intrigue, le besoin de nouveauté se faisait toujours sentir.

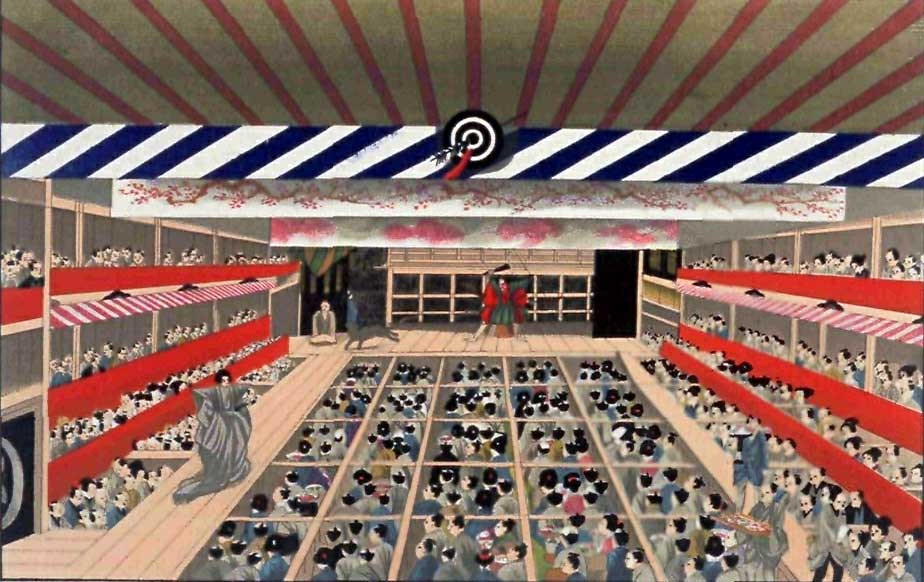
Une pièce de kabuki, vers 1860, Esquisses de coutumes et coutumes japonaises, par J. M. W. Silver.

La légende naissante de Musashi tombait à point nommé. Moins d'un siècle après sa mort, sa biographie - parfois enjolivée à outrance - était portée sur scène dans le kabuki et le bunraku, colportée par des conteurs professionnels. Son personnage était également récurrent sur les toutes nouvelles gravures sur bois produites à l'attention d'un public d'initiés. Dans ces genres artistiques, sa popularité se poursuivit plus de deux siècles durant.
Les temps modernes et les nouveaux médias n'ont fait qu'accentuer cette popularité déjà croissante. À commencer par le best-seller de Eiji Yoshikawa (Musashi (宮本武蔵)), l'homme d'épée, artiste et écrivain qu'il fut, fut placé au cœur d'un nombre incalculable d’intrigues : romans, films, séries, programmes et jeux télévisés, et même une bande dessinée en plusieurs volumes. Le fondement même de l'homme était de toute façon trop bon pour ne pas être enjolivé ; tant et si bien que tout le monde semblait vouloir accaparer son personnage. Ainsi, au fil des décennies et, au gré des évolutions technologiques des moyens de communication, le public nippon - rejoint par le monde occidental - n'a pas voulu laisser pareille légende s'éteindre.

### Peintures et estampes

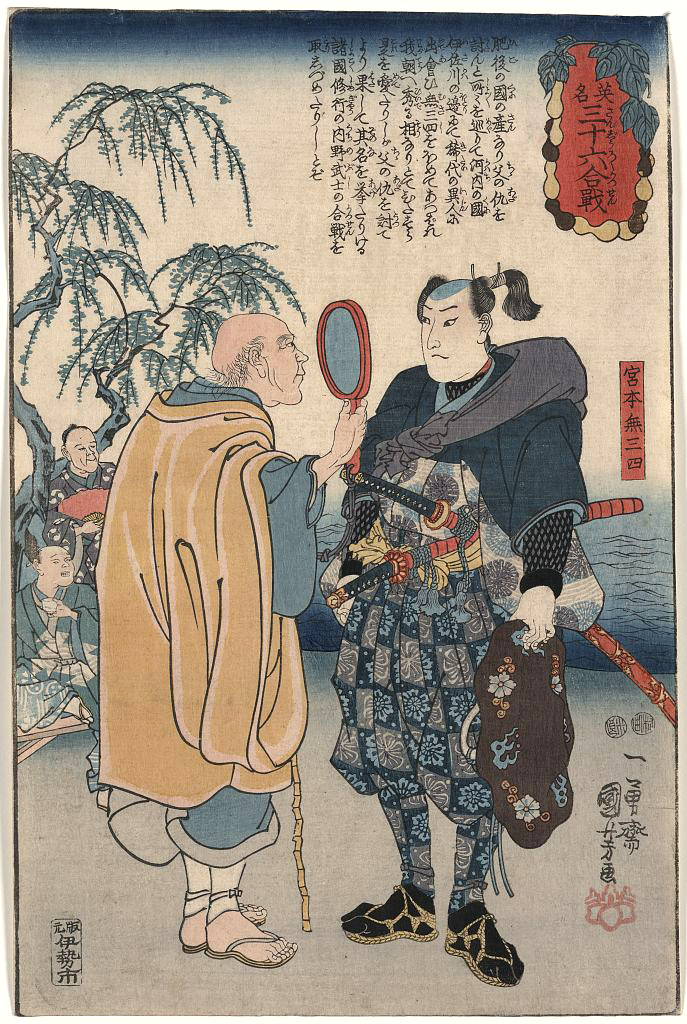
Miyamoto Musashi se voit prédire son avenir, estampe de Utagawa Kuniyoshi
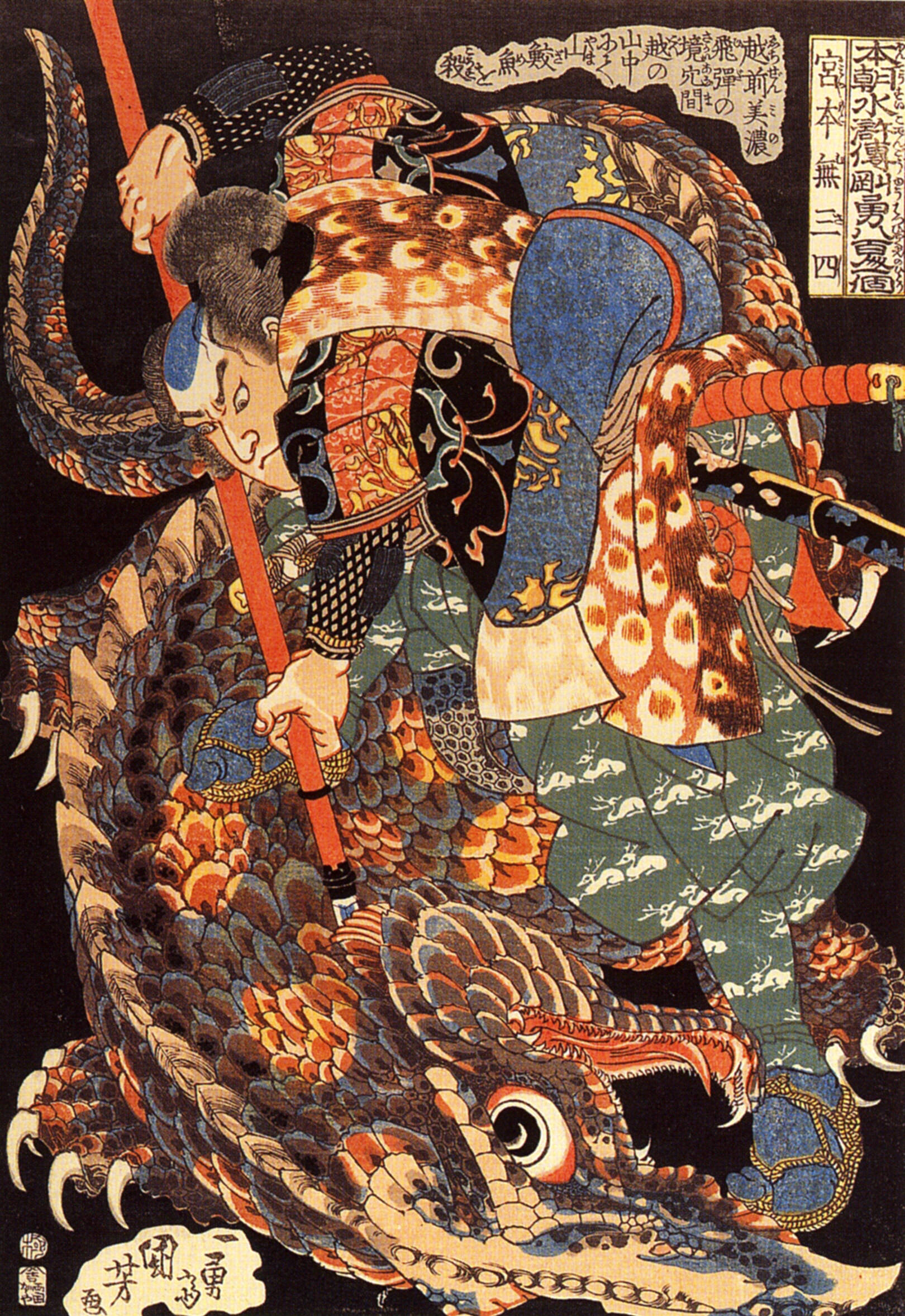
Musashi Miyamoto tuant un nue (monstre), peint par Utagawa Kuniyoshi (1798-1861).
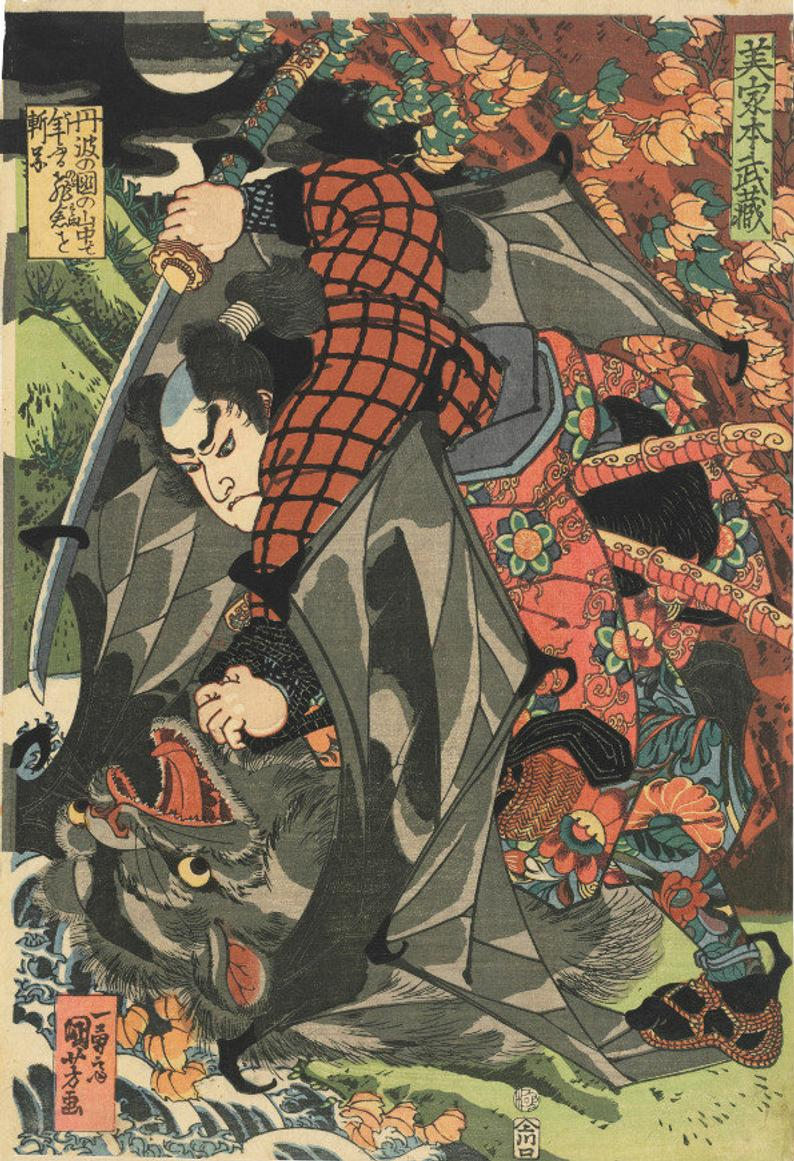
Musashi Miyamoto combattant une chauve-souris monstrueuse, peint par Utagawa Kuniyoshi (1798-1861).
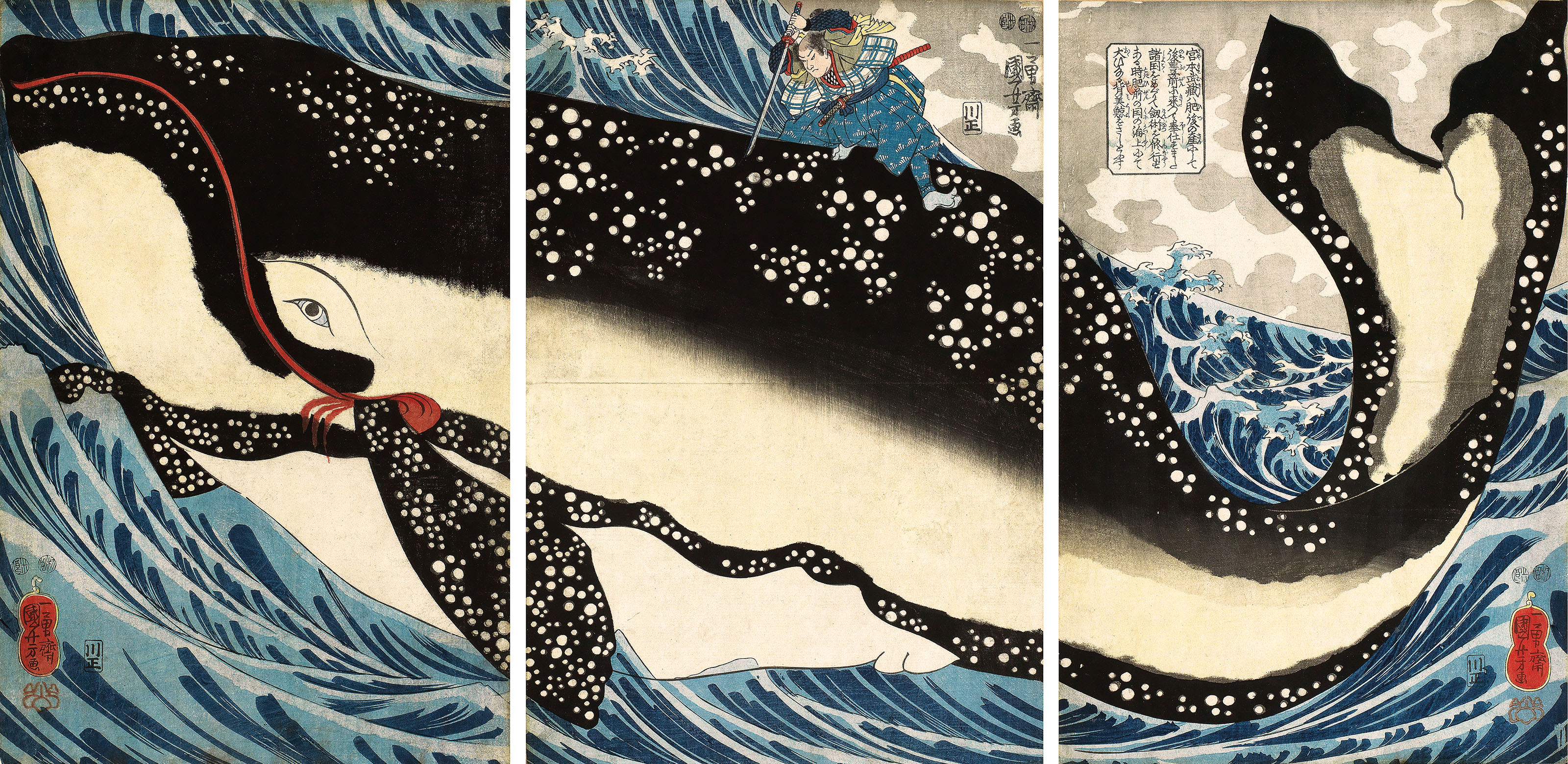
Musashi dans un combat fantastique contre une baleine, par Utagawa Kuniyoshi (1798-1861).

Sous le shogunat Tokugawa, une ère de paix et de prospérité se traduisit par l'émergence d'une bourgeoisie urbaine et marchande. Cette évolution sociale et économique s'accompagne d'un changement des formes artistiques, avec la naissance de l’ukiyo-e et les techniques d'estampe permettant une reproduction sur papier peu coûteuse, bien loin des peintures telles que celles de l'aristocratique Kanō.
Miyamoto Musashi a inspiré des peintres japonais dont Utagawa Kuniyoshi, un grand maître de l'ukiyo-e.

### Théâtre nô
Le nô a évolué de diverses manières dans l'art populaire et aristocratique. Il formera aussi la base d'autres formes dramatiques comme le kabuki. Après que Zeami a fixé les règles du nô, le répertoire s'est figé vers la fin du XVIe siècle et nous demeure encore intact.
Maître Kano Tanshū, acteur de nô de l'école Kita, a créé une pièce consacrée à Musashi, Gorin-sho-den, à Aix-en-Provence en 2002. Il a représenté, en septembre 2008, le Gorin no sho de Miyamoto Musashi en plein air au bord de la rivière, à Kokura (Fukuoka), sur le lieu où vécut ce samouraï.

### Livres
- Musashi écrit par Eiji Yoshikawa, traduit en français en deux tomes : La Pierre et le Sabre et La Parfaite Lumière, J'ai lu, coll. « Littérature », vol. 1, 856 p.  (ISBN 978-2290300541), vol. 2, 695 p.  (ISBN 978-2290307830). Ces deux ouvrages ne sont pas des biographies, mais des romans ; si certains faits historiques et traits marquants sont conservés, la plus grosse partie est inventée.
- Vagabond, un manga de Takehiko Inoue, adaptation de Musashi.
- Le manga Usagi Yojimbo fait également référence à Musashi Miyamoto : Stan Sakai y relate les aventures d'un samouraï nommé Miyamoto Usagi (usagi signifie « lièvre » en japonais) devenu rōnin après la bataille d'Adachigahara.
- Shôtarô Ishinomori, Miyamoto Musashi: One Shot Sensei (manga), Éditions Kana, coll. « Sensei », 2008, 496 p.  (ISBN 978-2505004141).
- Gen Takekura (Musashi), un joueur de football américain du Eyeshield 21 doit son surnom à Musashi Miyamoto.
- Il apparaît dans une histoire du manga Dr Slump Le Duel manqué de Kojirô.
- La Voie du Sabre (2002), de Thomas Day, s'inspire de l'histoire de Miyamoto Musashi et le fait intervenir dans un univers de fantasy.
- Taitei No Ken, vol. 4 (manga) par Yumemakura Baku (scénario), Dohe (dessins), paru aux éditions Glénat, le 21 juillet 2010. Miyamoto Musashi y apparaît comme étant le guerrier légendaire, la plus fine lame du Japon.
- Dans Soul Eater, le personnage de Mifune tire son nom de Toshirō Mifune, interprète de Miyamoto Musashi dans La Légende de Musashi, d'Hiroshi Inagaki.
- Dans la trilogie Young Samurai (en), de Chris Bradford, le personnage de Masamoto Takeshi, créateur de la Niten Ichi Ryu, grand samouraï utilisant la « technique des deux ciels », est une utilisation romanesque de Musashi Miyamoto. Il adopte Jack Fletcher et fera de lui un apprenti samouraï.
- Dans Les Secrets de l'immortel Nicolas Flamel (en particulier dans L'Enchanteresse), Miyamoto Musashi (appelé Niten) joue un rôle assez important.
- William Scott et Alex Fébo (Traduction), Musashi, le samouraï solitaire : La vie et l'oeuvre de Miyamoto Musashi, Budo Editions, coll. « Arts martiaux : biographie », 2009, 319 p. (ISBN 978-2-84617-103-8).
- David Kirk, Le Samouraï, Le Livre de Poche, coll. « Littérature », 2015, 504 p. (ISBN 978-2-253-01727-1), raconte l'histoire de la jeunesse de Musashi Miyamoto jusqu'à la bataille de Sekigahara.
- David Kirk et Marina Boraso (Traduction) (trad. de l'anglais), L'Honneur du samouraï : roman, Paris, Albin Michel, 2018, 528 p. (ISBN 978-2-226-32073-5), le guerrier de légende Musashi Miyamoto, auteur du célèbre Traité des cinq roues.
- Tadao Takemoto[37], Miyamoto Musashi, guerrier de la Transcendance : vers un dialogue entre bushidô et chevalerie, Signatura, 2019, 144 p. (ISBN 978-2-915369-42-7).
  - Tadao Takemoto et Olivier Germain-Thomas, L'Âme japonaise en miroir : Claudel, Malraux, Lévi-Strauss, Einstein..., Entrelacs, coll. « Hors collection », 2014, 250 p. (ISBN 978-2-908606-87-4)

### Films
- 1943 : À deux sabres (二刀流開眼, Nitōryū kaigen?), réalisé par Daisuke Itō.
- 1944 : L'Histoire de Musashi Miyamoto (宮本武蔵, Miyamoto Musashi?), réalisé par Kenji Mizoguchi.
- 1954 : La Légende de Musashi (宮本武蔵, Miyamoto Musashi?), réalisé par Hiroshi Inagaki.
- 1954 : Miyamoto Musashi, réalisé par Yasuo Kohata[38].
- 1955 :  Duel à Ichijoji (続宮本武蔵 一乗寺の決闘, Zoku Miyamoto Musashi : Ichijōji no kettō?), réalisé par Hiroshi Inagaki[39].
- 1956 :  La Voie de la lumière (宮本武蔵完結編 決闘巌流島, Miyamoto Musashi kanketsuhen : Kettō Ganryūjima?), réalisé par Hiroshi Inagaki[40].
- 1961 : La Légende de Musashi Miyamoto (宮本武蔵, Miyamoto Musashi?), réalisé par Tomu Uchida.
- 1962 : Les Moines lanciers du temple Hozoin (宮本武蔵 般若坂の決斗, Miyamoto Musashi: Hannyazaka no kettō?), réalisé par Tomu Uchida.
- 1963 : À deux sabres (宮本武蔵 二刀流開眼, Miyamoto Musashi: Nitōryū kaigen?), réalisé par Tomu Uchida.
- 1964 : Seul contre tous à Ichijoji (宮本武蔵 一乗寺の決斗, Miyamoto Musashi: Ichijōji no kettō?), réalisé par Tomu Uchida.
- 1965 : Duel de l'aube (宮本武蔵 巌流島の決斗, Miyamoto Musashi: Ganryū-jima no kettō?), réalisé par Tomu Uchida.
- 1971 : Duel à mort (真剣勝負, Miyamoto Musashi: Shinken shobu?), réalisé par Tomu Uchida.
- 1973 : Miyamoto Musashi (宮本武蔵?), réalisé par Tai Katō.
- 2003 : Musashi (武蔵?), téléfilm réalisé pour la NHK, avec Ichikawa Ebizo Shinnosuke[41].
- 2014 : Miyamoto Musashi (宮本武蔵?), mini-série télévisée[42]
- 2020 : Crazy Samurai Musashi, réalisé par Yūji Shimomura.

Dans Les Sept Samouraïs, film d'Akira Kurosawa, le personnage de Kyuzo, interprété par l'acteur Seiji Miyaguchi, est inspiré par Miyamoto Musashi.
Un des deux protagonistes du film Aragami, de Ryūhei Kitamura, sorti en 2003, déclare être Miyamoto Musashi.

### Anime

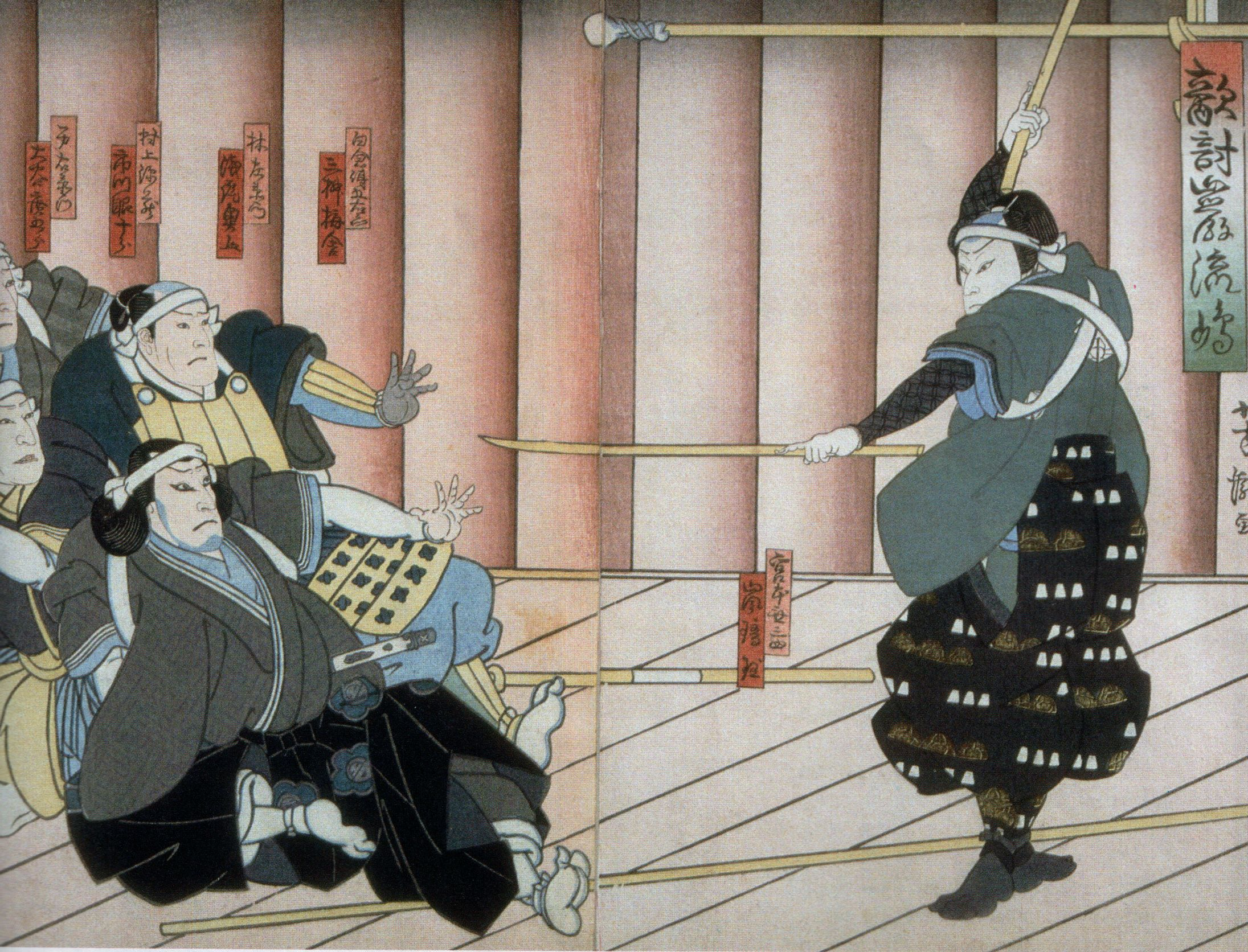
Miyamoto Musashi, 1855, Historia no 764 - Août 2010, page 45, auteur : Yoshitaki Tsunejiro.

- Dans le manga Fūma no Kojirō de Masami Kurumada, le personnage Musashi Asuka est inspiré de Miyamoto Musashi.
- Shura no Toki (L'Ère des Shura), dessin animé japonais réalisé en 2004.
- Dans l'épisode La Complainte du piège [2/2] de Samurai champloo, un étrange ermite laisse entendre qu'il pourrait être Musashi.
- Miyamoto Musashi : Sōken ni Haseru Yume est un anime / documentaire historique, portant sur Musashi[44].
- Dans la série animée Pokémon, une bande de voleurs initialement baptisée Roketto Dan (Team Rocket) comporte trois membres, dont une d'entre eux s'appelle Musashi (elle se nomme Jessie dans la VF), et le nom de sa mère est Miyamoto… Son ami, qui fait également partie de la Roketto Dan se nomme Kojiro (il s'appelle James dans la VF). Musashi est un personnage connu dans Pokémon pour sa forte personnalité et, comme dans l'histoire de Musashi Miyamoto, elle aime frapper son acolyte Kojiro… Elle est également une experte en arts martiaux. La seule différence notable qu'on puisse faire entre Musashi de la Roketto Dan et Musashi Miyamoto, c'est que Musashi de Pokémon est très amie avec Kojiro… On ne peut pas dire que les Musashi et Kojiro de la série Pokémon soient ceux de l'histoire nippone, mais on peut avoir la certitude que le créateur de la Roketto Dan (Takeshi Shudô) ait puisé dans cette histoire pour inventer ces personnages[45],[46].
- Dans le manga Eyeshield 21, un tireur de l'équipe de football américain des Devils bats se nomme Musashi, il peut marquer de très loin et son principal rival se nomme Kojiro d'une autre équipe.
- Dans Inazuma Eleven GO, l'esprit guerrier, ou le Keshin de Ryoma, s'appelle Musashi le Samurai Vaillant (Sengoku Bushin Musashi en japonais) et possède deux katanas.
- Dans Valkyrie Apocalypse il est relativement peu romancé, il est celui qui, dans un duel a mort a tué Sasaki Kojirō et a écrit le Livre des cinq anneaux.

### Manga

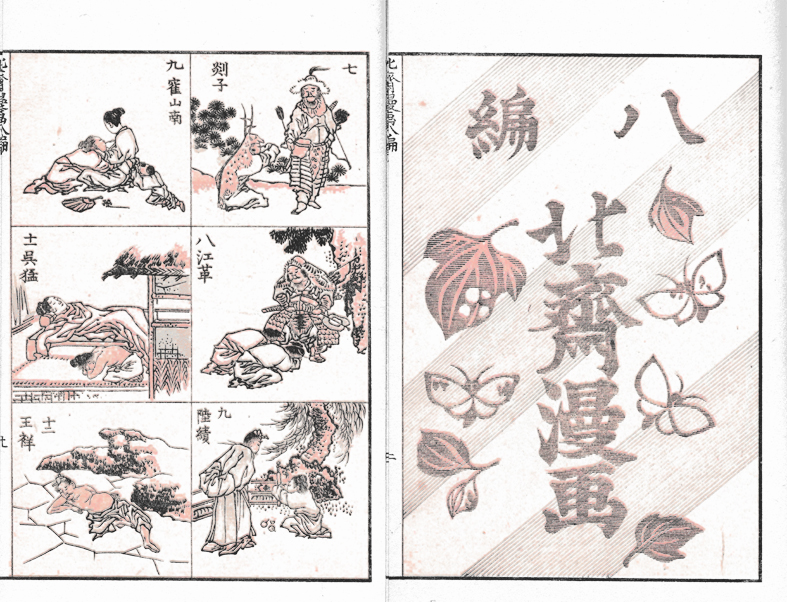
Détail du volume 8 des Hokusai manga par Hokusai, 1817.

- Shotaro Ishinomori, Miyamoto Musashi, Éditions Kana, coll. « Sensei », 2008, 486 p.  (ISBN 978-2505004141).
- Yamatori Niten, Samourai errant, Clair de lune, coll. « Encre de Chine », 2012, vol. 1  (ISBN 978-2353255023) ; vol. 2  (ISBN 978-2353255030).
- Le manga de Takehiko Inoue intitulé Vagabond s'inspire librement de la vie de Musashi Miyamoto.
- Dans le manga Samurai Champloo (épisode 21), il a été dessiné sous les traits d'un vieux pêcheur à moitié fou qui sauve un des personnages (Jin) et lui apprend à pêcher.
- Miyamoto Musashi apparaît notamment dans le manga Amakusa 1637 de Michiyo Akaishi.
- Miyamoto Musashi est également un personnage secondaire que rencontre Azumi dans le manga éponyme de Yū Koyama. Il est identifié comme tel au chapitre 172.
- Dans le manga Baki Dō (バキ道?) de Keisuke Itagaki, il est ramené à la vie au japon dans notre époque[47].
- Dans le manga Yaiba (城市风云儿, ＹＡＩＢＡ?) de Gōshō Aoyama, Miyamoto Musashi est un des personnages principaux de la série. Âgé de plus de 400 ans, il enseigne à Yaiba Kurogane l'art du sabre.

Usagi Yojimbo, par Sakai Stan, Paquet, 2005, 25T, est un clin d'œil au guerrier philosophe sous les traits du lapin anthropomorphe nommé Miyamoto Usagi (usagi signifie « lapin »).

### Jeux vidéo
- Brave Fencer Musashi
- Musashi: Samurai Legend
- Sword of the samurai
- Yakuza Kenzan!

Logo du jeu vidéo Brave Fencer Musashi.

- Age of Empires II: The Age of Kings
- Warriors Orochi
- Warriors Orochi 2
- Warriors Orochi 3
- Shining Force
- Samurai Warriors Il retrace les guerres intestines de l'époque Sengoku, au Japon.
  - Samurai Warrior 2:Empires
  - Samurai Warriors: Xtreme Legends

Logo de Sengoku Basara: Samurai Heroes

- Sengoku Basara L’histoire se déroule durant la période des guerres de royaumes, ou époque Sengoku (1467 ou 1493-1573), mais dans un Japon imaginaire.
  - Sengoku Basara X
  - Sengoku Basara: Samurai Heroes
  - Sengoku Basara 2
  - Sengoku Basara 2 Heroes
  - Sengoku Basara 4 (NPC)
- Fate/Grand Order
- Onimusha[48]

### Articles connexes

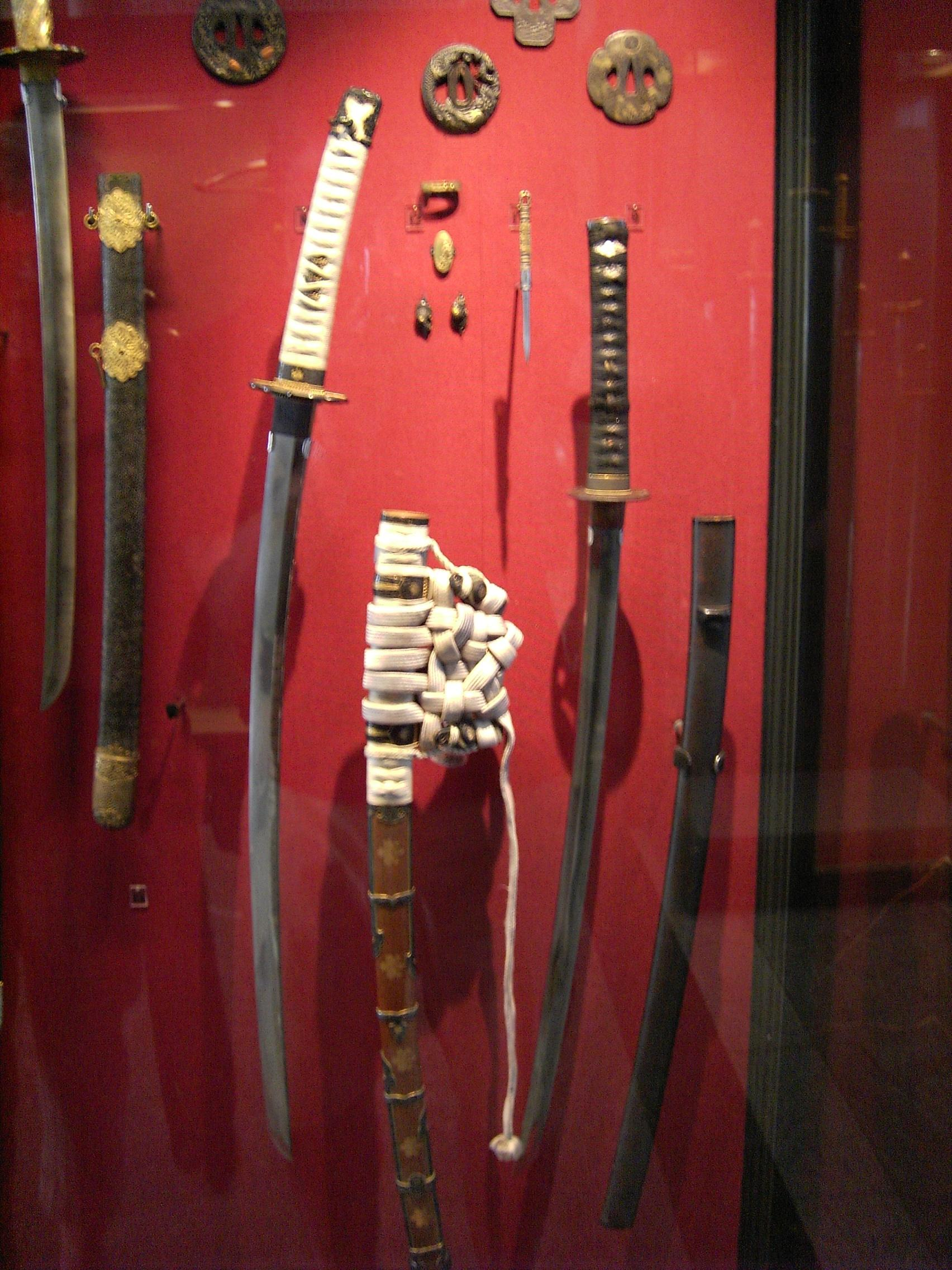
Épées de samouraï: le sabre au manche blanc est un tachi, et celui en noir est un katana.